# Felipe de Gante y Merode
Felipe de Gante y Merode, comte d'Isinguien.
Durant la Guerra dels Segadors va participar comandant un terç d'infanteria de Valònia en el cos de reserva de la primera campanya, que va acabar amb la Batalla de Montjuïc de 1641, de la que es va retirar a Tarragona en ser derrotat el seu exèrcit.
Participant com a tinent general de la cavalleria espanyola, fou capturat a la batalla d'Olivença de 1645